# 登貝拉
登貝拉（法語：Dembela），是馬里的城鎮，位於該國西南部，由錫卡索區的錫卡索省負責管轄，處於錫卡索西北面88公里，面積426平方公里，2009年人口13,061，人口密度每平方公里31人。